# Nicotiana heterantha
Nicotiana heterantha är en potatisväxtart som beskrevs av D.E. Symon och K.F. Kenneally. Nicotiana heterantha ingår i släktet tobak, och familjen potatisväxter. Inga underarter finns listade i Catalogue of Life.